# Рыцарство Храма — Орден бедных Рыцарей Христа
Рыцарство Храма — Орден бедных Рыцарей Христа (лат. Militia Templi — Christi pauperum Militum Ordo) — частное объединение католиков-мирян, созданное в 1979 году. С одобрения церковных властей орден следует адаптированному к современным реалиям Правилу средневекового Ордена Храма, вдохновляясь его традициями и идеалами.

## Обзор

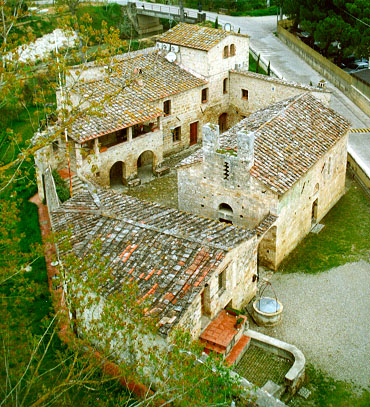
Кастелло-делла-Маджионе

Рыцарство Храма — Орден бедных Рыцарей Христа — является частным объединением католиков-мирян (consociation privata), члены которого стремятся вести образ жизни, вдохновленный традициями и идеалами древнего Ордена Храма, адаптированными к современной Церкви и обществу. Орден не претендует на юридическую преемственность или прямое происхождение от средневекового ордена тамплиеров (Pauperes commilitones Christi templique Salomonis) , распущенного папой римским Климентом V в 1312 году (буллой "Vox in Excelso). Великим Магистром Ордена является граф Марчелло Альберто Кристофани делла Маджионе, чья резиденция расположена в замке Кастелло-делла-Маджионе (г. Поджибонси, провинция Сиена, Италия).

## История
Орден был основан графом Марчелло Альберто Кристофани делла Маджионе 17 мая 1979 года. В том же году организация получила статус юридического лица через регистрацию в органах власти региона Тоскана. Конституция ордена была утверждена 8 сентября 1988 года декретом Марио Исмаэле Кастеллано, архиепископа Сиены-Колле-ди-Валь-д’Эльса-Монтальчино. Начиная с этой даты, в соответствии с нормами канонического права, объединение считается признанным католической церковью. 18 ноября 1990 года новый архиепископ, Гаэтано Боничелли, утвердил Правило для ордена (Regola dei poveri Cavalieri di Cristo dell’Ordine della Milizia del Tempio). 24 июня 2015 года новый архиепископ, Антонио Буонкристиани, одобрил обновленную Конституцию ордена. В 1987—2001 гг. несколькими декретами Апостольской пенитенциарии членам Рыцарства Храма, а также всем католикам, посещающим церковь Святого Иоанна в Иерусалиме (расположенную при замке Маджионе), были дарованы полные индульгенции. Протекторат ордену оказывали кардиналы Сильвио Одди (ум. 2001) и Эдуардо Ганьон (ум. 2007). В Венгрии деятельность ордена была одобрена национальной конференцией епископов 8 сентября 1999 г.

## Цели
Как указано в Конституции, общей целью ордена является возрастание его членов в христианской жизни посредством доктринально-литургической формации и благочестивых практик, дабы в полном общении с католической церковью члены жили в современном мире, проявляя человеческие, христианские и рыцарские добродетели.
Особыми целями ордена являются: служение идеалу христианского рыцарства через углубление знаний и практику его духовности и культуры; служение церкви и обществу путем воспитания молодежи, помощи ближним и особенно паломникам в соответствии с традициями древнего ордена тамплиеров, воспитание в членах любви к церковной литургии, следуя папскому учительству; развитие сотрудничества с подобными организациями.
Орден предлагает своим членам духовный путь, основанный на молитвенной и сакраментальной жизни, изучении католической доктрины и делах милосердия. Члены призваны регулярно принимать таинства евхаристии и покаяния, проводить духовные упражнения и ретриты, практиковать общинное и индивидуальное чтение оффиция и розария, изучать классические произведения христианской литературы, документы пап, «Катехизис Католической Церкви», «Компендиум социального учения Церкви», проявлять христианские добродетели в повседневной жизни, поддерживать взаимоуважение и взаимопомощь между членами, безотносительно к их социальному статусу.

## Структура
Согласно Конституции, действительными членами ордена являются Рыцари, носящие этот титул в смысле духа и образа жизни Воина Христова (Miles Christi), как он описан апостолом Павлом в Послании к Ефесянам (6, 10-18) и святым Бернардом Клервоским в «Похвале новому рыцарству».
Среди Рыцарей, в соответствии с Правилом различают тех, кто принес постоянные или временные обеты. В числе принесших постоянные обеты рыцарей отдельную группу составляют «Рыцари Послушания», из которых Магистр выбирает «Рыцарей Справедливости» (не более двенадцати), к компетенции которых отнесены выборы Магистра.
Женщины-члены, именуемые Дамами, составляют особую ветвь ордена.
К совокупным членам ордена (membri aggregati) отнесены облаты («преданные рыцари» и «преданные дамы»), которые, не являясь Рыцарями и Дамами, разделяют идеалы ордена и вдохновляются его Правилом. Совокупными членами также являются кандидаты (новиции) обоих полов, готовящиеся стать Рыцарями или Дамами, и «друзья», помогающие ордену. Почетными членами ордена являются капелланы (священнослужители католической церкви), а также «награжденные» (decorati), отличившиеся в служении церкви, государству, обществу или в поддержке деятельности ордена.

## Облачение
Облачение Рыцарей, принесших вечные обеты, состоит из белой туники, большого белого скапулярия с изображением креста ордена на груди, а также белой мантии с крестом на левом плече. Облачение рыцарей, принесших временные обеты, является аналогичным, но без мантии. Дамы носят белый платок с крестом ордена (у Дам крест без верхнего луча, по типу crux commissa). Другие члены (капелланы, новиции, облаты, друзья) имеют собственные инсигнии.

## Флаг и девиз
Эмблемой и флагом Ордена бедных Рыцарей Христа является красный восьмиугольный крест, символизирующий восемь заповедей блаженства. Данный символ независим и имеет некоторые отличия от мальтийского креста, в связи с чем не должен с ним отождествляться. У Магистра есть собственный герб и флаг. Девизом ордена является воззвание из псалма 113: «Не нам, Господи, не нам, но имени Твоему дай славу!» («Non nobis Domine, non nobis, sed Nomini Tuo da gloriam!»).

## Распространение
Через свои прецептории (Preceptorie) и представительства (Delegazioni magistrali nazionali) орден присутствует и имеет членов в Италии, Швейцарии, Австрии, Германии, Испании, Венгрии, Румынии, США, Канаде, Пуэрто-Рико, Ирландии, Великобритании, Польше, Бразилии, Парагвае, Чили, Австралии и России.

## Связанные учреждения и организации
Орден поддерживает деятельность издательского дома «La Magione», благотворительного фонда «Jacques de Molay», академии «San Giovanni» (занимающейся изучением военных орденов), скаутской группы «Alberto d’Albertis». 